# 北海道文教大学短期大学部
北海道文教大学短期大学部（日语：／ Hokkaido Bunkyo Daigaku　 Tankidaigakubu *），简称文教短，是一所位于日本北海道札幌市南区的私立短期大学。2011年廢校。

## 概要

### 简介
- 源流成立于1942年[1]。短期大学为于1963年开办[1]、由学校法人鹤冈学园经营。开始招収男学生从1988年。

### 历史
- 1963年 北海道营养短期大学成立并同时设置一个学科即食物营养科[1]。
- 1965年 业余课程烹饪专修成立[1]。
- 1966年 家政科成立[1]。
- 1968年 幼儿教育科成立[1]。
- 1979年 家政科变更为家政学科、食物营养科变更为食物营养学科、幼儿教育科变更为幼儿教育学科[1]。
- 1981年 专科食物专攻成立[1]。
- 1988年 家政学科变更为生活文化学科[1]。开始招収男学生于食物营养学科。
- 1994年 改校名为北海道文教短期大学[1]。
- 1999年 生活文化学科招生最后、次年停止招生[2]。
- 2001年 今年7月30日生活文化学科正式停办[2]。
- 2002年 改校名为北海道文教大学短期大学部[1]。食物营养学科招生最后、次年停止招生[2]。
- 2003年 业余课程烹饪专修招生最后、次年停办[1]。
- 2004年 专科食物专攻正式停办[1]。
- 2005年 今年3月31日食物营养学科正式停办。今年4月幼儿教育学科变更为幼儿保育学科[1]。
- 2007年 业余课程烹饪专修正式停办[1]。
- 2009年 短期大学招生最后、次年停止招生[2]。
- 2011年 停办[1]。

### 宪章
- 请参看北海道文教大学短期大学部的标志（页面存档备份，存于） （日語） 2014年1月22日阅览。

## 学校环境
- 札幌校区：在了北海道札幌市南区
  - 幼儿保育学科
- 惠庭校区：在了北海道惠庭市
  - 食物营养学科
  - 业余课程烹饪专修

## 历任校长
- 鹤冈トシ：第一代短期大学校长[3]。
- 铃木武夫：最后短期大学校长[2]

## 组织

### 学科
- 食物营养学科[注 2]
- 生活文化学科[注 3]
- 幼儿保育学科

### 专科
| - 食物专攻 |

### 业余课程
| - 业余课程烹饪专修 |

## 相关链接
- 日本短期大学列表
- 北海道文教大学：后来校